# Olympische Sommerspiele 1936/Kanu – Einer-Kajak 1000 m (Männer)
Der Wettkampf im Einer-Kajak über 1000 Meter bei den Olympischen Sommerspielen 1936 wurde am 8. August auf der Regattastrecke Berlin-Grünau ausgetragen.
Im Finale, das während eines starken Gewitters stattfand, konnte sich der Österreicher Gregor Hradetzky den Olympiasieg sichern.

## Ergebnisse

### Vorläufe

#### Vorlauf 1
| Rang | Athlet          | Nation             | Zeit       |
| ---- | --------------- | ------------------ | ---------- |
| 1    | Jaap Kraaier    | Niederlande        | 4:36,5 min |
| 2    | Joel Ramqvist   | Schweden           | 4:38,8 min |
| 3    | Henri Eberhardt | Frankreich         | 4:41,1 min |
| 4    | Ivar Iversen    | Norwegen           | 4:44,3 min |
| 5    | Elio Sasso Sant | Königreich Italien | 4:50,2 min |
| 6    | Hans Potthof    | Schweiz            | 4:50,9 min |
| 7    | Emil Šmatlák    | Tschechoslowakei   | 4:54,1 min |
| 8    | Péter Szittya   | Ungarn             | 5:08,7 min |

#### Vorlauf 2
| Rang | Athlet           | Nation             | Zeit       |
| ---- | ---------------- | ------------------ | ---------- |
| 1    | Gregor Hradetzky | Österreich         | 4:25,2 min |
| 2    | Helmut Cämmerer  | Deutsches Reich    | 4:27,2 min |
| 3    | Ernest Riedel    | Vereinigte Staaten | 4:40,8 min |
| 4    | Birger Johansson | Finnland           | 4:47,0 min |
| 5    | Henri Honsia     | Belgien            | 4:51,1 min |
| 6    | Poul Larsen      | Dänemark           | 4:56,0 min |
| 7    | Frank Amyot      | Kanada             | 5:17,0 min |

### Finale
| Rang | Athlet           | Nation             | Zeit       |
| ---- | ---------------- | ------------------ | ---------- |
| 1    | Gregor Hradetzky | Österreich         | 4:22,9 min |
| 2    | Helmut Cämmerer  | Deutsches Reich    | 4:25,6 min |
| 3    | Jaap Kraaier     | Niederlande        | 4:35,1 min |
| 4    | Ernest Riedel    | Vereinigte Staaten | 4:38,1 min |
| 5    | Joel Ramqvist    | Schweden           | 4:39,5 min |
| 6    | Henri Eberhardt  | Frankreich         | 4:41,2 min |
| 7    | Birger Johansson | Finnland           | 4:42,2 min |
| 8    | Ivar Iversen     | Norwegen           | 4:44,2 min |

## Weblink
- Ergebnisse